# Adam Live
Adam Live (skrivs #AdamLive) var en talkshow och diskussionsprogram med Adam Alsing som programledare som sändes 2011-12 på TV3. Programmet var en nyare version av Alsings tidigare talkshow Adam som sändes på TV3 mellan åren 1993 och 1997. Bisittare i programmets första och andra säsong var Carin da Silva och Daniel Breitholtz.
Programmets första säsong sändes mellan den 5 september och 25 november 2011. Därtill sändes fyra specialprogram mellan den 19 och 22 december 2011.
Den andra säsongen av programmet hade premiär den 16 januari 2012 och säsongsavslutning på skärtorsdagen den 5 april 2012. Efter den andra säsongen meddelade TV3 att man lade ner programmet.